# Dennys Bornhöft

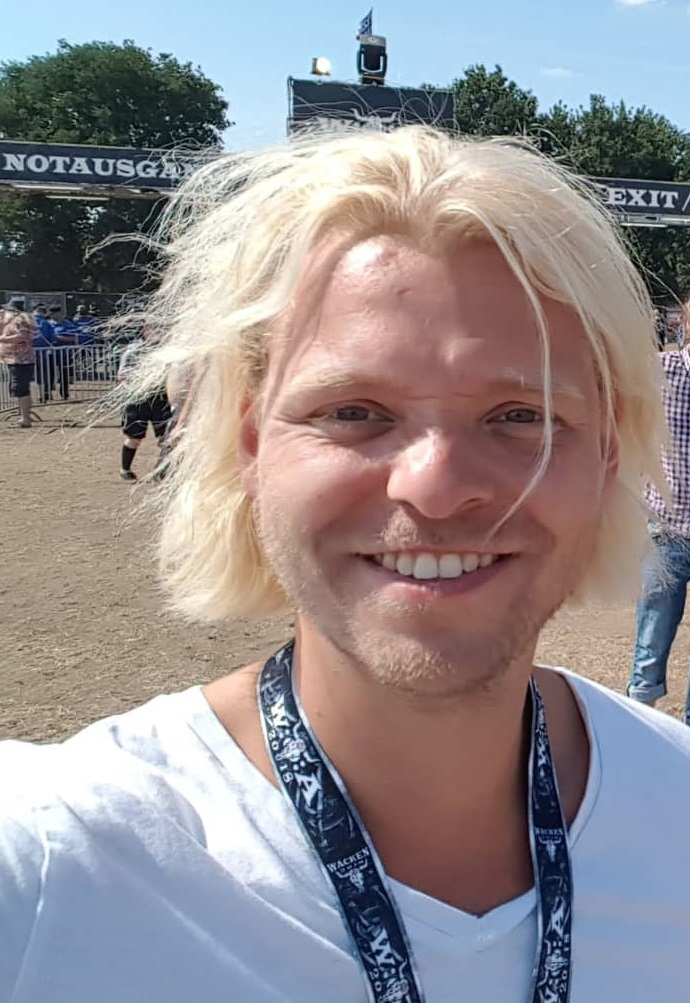
Dennys Bornhöft auf dem Wacken Open Air 2018

Dennys André Bornhöft (* 2. April 1986 in Preetz) ist ein deutscher Politiker der FDP. Er war von 2017 bis 2022 Abgeordneter im Landtag von Schleswig-Holstein.

## Leben
Nach seinem Abitur 2006 in Kiel-Wellingdorf absolvierte Bornhöft von 2006 bis 2009 eine Ausbildung zum Diplom-Verwaltungswirt an der FHVD Altenholz und im Anschluss daran von 2009 bis 2012 ein Masterstudium im Europäischen Verwaltungsmanagement an der HWR Berlin. Nachdem er bereits von 2009 bis 2012 als IT-Berater bei Dataport tätig gewesen war, wurde Bornhöft von 2013 bis 2017 als Regierungsrat in der Hamburger Finanzbehörde beschäftigt. Vom Januar 2023 bis August 2025 leitete er das Gesundheitsamt des Kreises Rendsburg-Eckernförde.
Am 6. Mai 2025 wurde er zum Amtsdirektor im Amt Eidertal gewählt, nachdem er sich in einem Auswahlverfahren mit 33 Mitbewerberinnen und -bewerbern durchgesetzt hat. Seit August 2025 leitet er die aus den ehemaligen Ämtern Flintbek und Molfsee fusionierte Behörde.

## Privates
Bornhöft ist mit der FDP-Bundestagsabgeordneten Gyde Jensen verheiratet. Im September 2019 wurde er Vater einer Tochter und im August 2021 eines Sohnes.

## Ehrenamt
Von 2012 bis 2015 war er Landesvorsitzender der Junge Liberale Schleswig-Holstein, seit 2013 ist er auch Mitglied im Landesvorstand der FDP. Seit 2015 ist er Schatzmeister des Anglervereins „An de Waterkant 1928 e. V.“ und seit 2016 1. stellvertretender Vorsitzender des Vereins Kiel-Starting City e.V., der die Vernetzung von Studierenden und Unternehmen aus Kiel und Umgebung vorantreiben will. Nachdem er mehrere Jahre Mitglied des FDP-Kreisvorstands war, ist er seit dem 24. August 2019 Vorsitzender des Kreisverbands. Auf dem Landeskongress der Jungen Liberalen Schleswig-Holstein im Dezember 2021 wurde er zu deren Ehrenlandesvorsitzenden gewählt.

## Landtagsabgeordneter
Am 7. Mai 2017 zog er bei der Landtagswahl in Schleswig-Holstein 2017 über den 7. Platz der Landesliste als Abgeordneter in den Landtag von Schleswig-Holstein. Er hatte zudem im Landtagswahlkreis Segeberg-Ost kandidiert, wo er 6,2 % der Erststimmen auf sich vereinigte. Im Landtag war er Mitglied im Sozialausschuss und Sprecher der FDP-Landtagsfraktion für Umwelt, Fischerei, Jugend, StartUps, Senioren, Soziales, Gesundheit, Queer und Sucht. Zudem war er stellvertretendes Mitglied des Finanz- und Umweltausschusses. Bornhöft war an der politischen Entscheidung zur Auflösung der Pflegeberufekammer Schleswig-Holstein beteiligt, nachdem bei der auf Antrag der FDP-Landtagsfraktion durchgeführten Urabstimmung aller Pflegefachkräfte 92 % für die Abschaffung gestimmt hatten.
Bornhöft war Mitverhandler für die FDP bei der Arbeitsgruppe „Sozialstaat, Grundsicherung, Rente“ für den Koalitionsvertrag der Ampelregierung auf Bundesebene im Jahr 2021.
Bei der Landtagswahl in Schleswig-Holstein 2022 kandidierte Bornhöft im Landtagswahlkreis Kiel-Ost sowie auf der Landesliste der FDP Schleswig-Holstein auf Listenplatz 8, verfehlte jedoch den Wiedereinzug in den Landtag.